# Badlands of Dakota
Badlands of Dakota is een western uit 1941 onder regie van Alfred E. Green. De film vertelt het verhaal van enkele outlaws uit het Wilde Westen. Miriam Hopkins zou in eerste instantie de hoofdrol spelen, maar was niet tevreden over het script en werd vervangen door Ann Rutherford.
De film werd door het merendeel van critici slecht ontvangen. The New York Times kraakte de film af en merkte hoe de makers veel fouten hadden gemaakt over James Butler Hickok, die in deze film gespeeld wordt door Richard Dix.

## Verhaal
Tijdens de goudkoorts in South Dakota in 1876, blijkt Deadwood de laatste stad te zijn waar veel goud wordt gevonden. Bob Holliday is de eigenaar van een saloon en tevens de meest gevreesde man van de stad. Hij stuurt zijn broer Jim naar Saint Louis om zijn jonge verloofde Anne Grayson op te halen. Na een zoektocht vindt hij haar en brengt hij haar mee via een stoomschip. Onderweg worden ze verliefd op elkaar.
Jim en Anne bereiden een hinderlaag op medepassagier Wild Bill Hickok voor. Er wordt op hun geschoten en Jim doet alsof hij is geraakt om de vijanden te laten stoppen. Hierna reizen ze naar Deadwood, waar hij haar introduceert aan een huis dat Bob voor haar gebouwd heeft. Als Jane, de minnares van Bob opdaagt en haar bedreigt, onthult Anne dat ze met Jim getrouwd is. Niet veel later wordt Bob hiervan op de hoogte gesteld. Hij is razend en dwingt Anne het huwelijk nietig te verklaren, maar zij wil dit niet.
Bob begint ontspoord gedrag te vertonen en wordt lid van de bende van Jack McCall, een outlaw die zich voordoet als Indiaan wanneer hij mensen berooft. Als ze onderweg zijn om koetsen te vinden, worden ze opgemerkt. Al snel is de stad waar Jim en Anne voorbereid op een aanval. Jim wordt aangesteld als de maarschalk. Hij weet echter niet hoe hij zich moet gedragen, met als resultaat dat niemand hem serieus neemt. Anne stelt voor om de stad te verlaten, maar Jim wil zijn waardigheid niet verliezen en gaat de bende tegelijk. Na een schietgevecht, komt hij erachter dat zijn eigen broer lid is van de beruchte groep.
Na de schokkende ontdekking, besluit Jim zich terug te trekken als maarschalk. Net als hij zijn positie wil opgeven, krijgt hij te horen dat McCall uit de gevangenis is ontsnapt en een agent heeft neergeschoten. Hij bereidt een aanval voor, maar krijgt ook andere problemen als Jane hem vertelt dat de stad binnengevallen zal worden door echte Indianen. Tijdens deze binnenval, beroven McCall en zijn bende een bank. Jim weet de bende tegen te houden, maar heeft niet het lef zijn eigen broer te arresteren. Bob heeft minder medelijden met zijn broer en doet een poging Jim neer te schieten. Net op dat moment komt Jane binnen en schiet Bob neer. Terwijl hij inzakt, schiet Bob zijn partner McCall dood. Later blijkt dat de andere stadsbewoners de echte Indianen hebben verjaagd.

## Rolbezetting
| Acteur             | Personage        |
| ------------------ | ---------------- |
| Robert Stack       | Jim Holliday     |
| Ann Rutherford     | Anne Grayson     |
| Richard Dix        | Wild Bill Hickok |
| Frances Farmer     | Calamity Jane    |
| Broderick Crawford | Bob Holliday     |
| Hugh Herbert       | Rocky Plummer    |
| Andy Devine        | Spearfish        |
| Lon Chaney Jr.     | Jack McCall      |
| Fuzzy Knight       | Hurricane Harry  |